# Tomi Ungerer
Jean-Thomas "Tomi" Ungerer, född 28 november 1931 i Strasbourg, död 9 februari 2019 i Cork, var en fransk-tysk målare, tecknare, illustratör, animatör och författare. Sedan 1957 hade han en internationell karriär och var successivt bosatt i USA, Kanada och Irland.
Han var oerhört produktiv och arbetade omväxlande med satir och svart humor och barn- och ungdomsböcker i en något mer barnanpassad stil. Han var även verksam som erotisk konstnär. 1998 belönades han med H.C. Andersen-medaljen.

## Biografi
Ungerer visade sin teckningstalang redan som barn. Under andra världskriget tvingades han gå med i den tyska Hitlerjugend. Efter att ha avslutat sin skolgång i förtid lät han 1952 rekrytera sig till de franska styrkor som försökte upprätthålla ordningen i den dåvarande franska besittningen Algeriet; han lämnade sin tjänst ett år senare.

### USA och Kanada
Efter ett antal olika kortare anställningar flyttade han 1956 till USA och New York, där han nu kom att ägna sig åt illustrerande och barnlitteraturen. Genombrottet med 1958 års Crictor (svenska: Kriktor), historien om en boaorm med många mänskliga egenskaper, och tre år senare kom Three Robbers (svenska: De tre rövarna; 2007 omarbetad till den tyska filmen Drei Räuber – Tre rövare).
Vid sidan av sitt produktiva barnboksskapande ägnade sig Ungerer även åt illustrerande och affischkonst, och under Vietnamkriget engagerade han sig i den amerikanska undergroundrörelsen. 1967 kom hans Tea Party, en boksatir över New Yorks kulturella elit. Två år senare väckte hans erotiska bilderbok Fornicon – riktad till en vuxen målgrupp – stor uppmärksamhet. Den explicita bilderboken var ett tag förbjuden (liksom all pornografi i USA fram till början av 1970-talet), och detta föranledde att han 1971 emigrerade till Kanada (Nova Scotia).

### Tillbaka i Europa
1976 flyttade Ungerer tillbaka till Europa, där han slog sig ner permanent i Irland. Där fortsatte han sin verksamhet, med illustrerade böcker på omväxlande engelska, franska och tyska. Innehållet växlade mellan politisk satir, sedeskildringar och erotiska berättelser, och bland titlarna kan nämnas Babylon (1979), Schwarzbuch (1984; 'Svart bok') och Schutzengel der Hölle (1986; ‘Helvetets skyddsängel’).

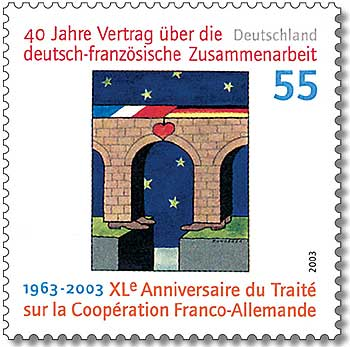
Tyskt frimärke från 2013, vid 40-årsminnet av den tysk-franska vänskapspakten, med teckning av Tomi Ungerer.

Ungerer hade ett komplicerat förhållningssätt till de olika länder som genom historien kämpade om hans hembygd Alsace. 1991 kom hans À la guerre comme à la guerre, en franskspråkig barndomsskildring om att växa upp i en värld ockuperad av Nazityskland. Två år senare kom hans – tyskspråkiga – självbiografi Die Gedanken sind frei ('Tacken är gratis').

### Utmärkelser och sista tid
Bland de många utmärkelser som Ungerer fick motta under sin levnad finns Arts et Lettres-orden (1984), Hederslegionen (1990 och 2001), Förbundsrepubliken Tysklands förtjänstorden (1993) och H.C-Andersen-medaljen (1998).  2007 invigdes Musée Tomi Ungerer, med 14 000 teckningar som Ungerer donerat till sin födelsestad.

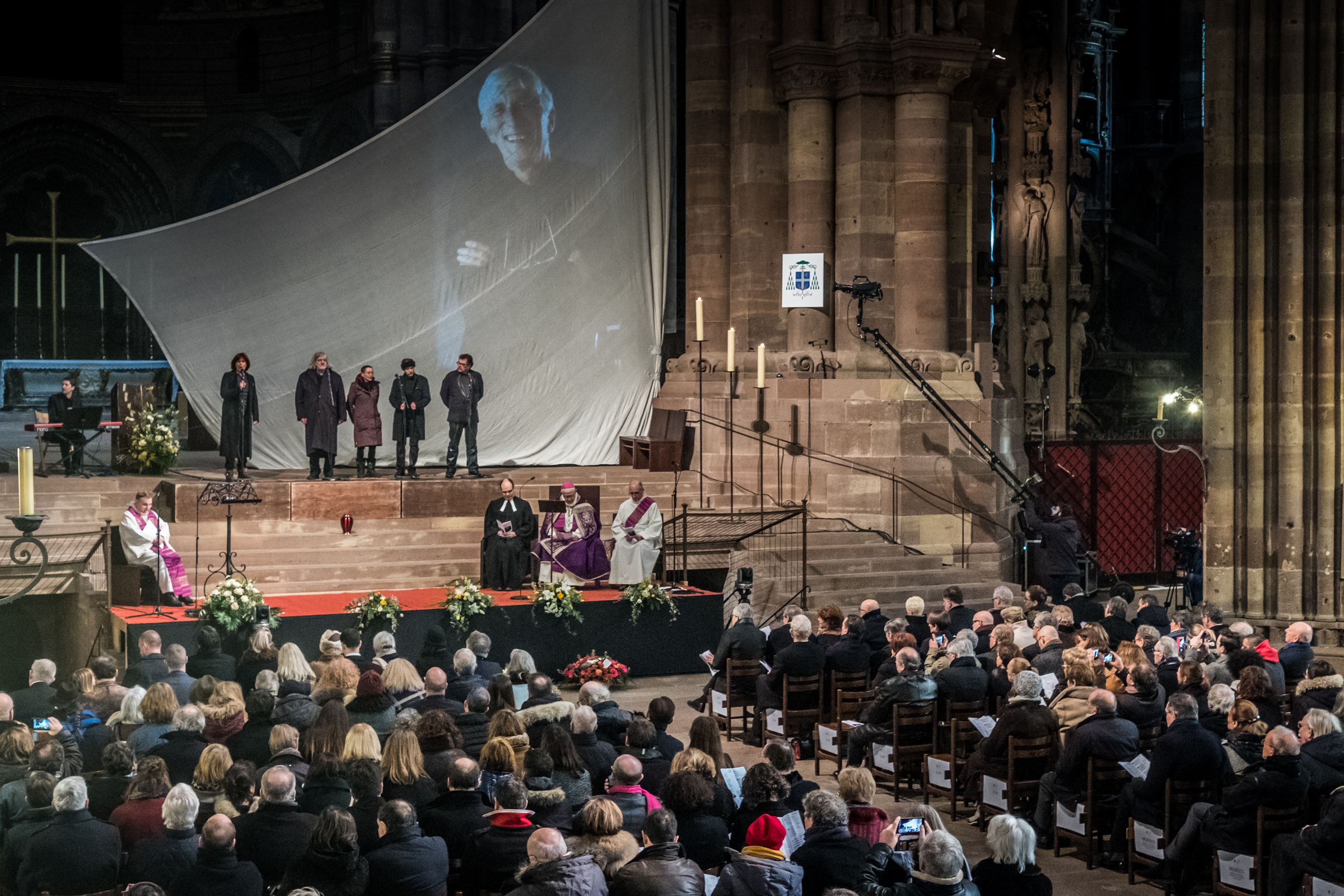
Minnesgudstjänst över Tomi Ungerer, i katedralen i Strasbourg den 15 februari 2019.

Tomi Ungerer avled 2019 i irländska Cork. Han var då 87 år gammal. Nästföljande fredag, den 15 februari, arrangerades en minnesgudstjänst i hans minne i katedralen i Strasbourg.